# Coordinació dels Moviments de l'Azawad
La Coordinació dels Moviments de l'Azawad (CMA) és una aliança de grups rebels creats en 2014 durant el conflicte al nord del Mali.

## Organització
La formació del CMA es va anunciar el 28 de d'octubre de 2014. Aquesta aliança ha estat presidida inicialment per Bilal Ag Acherif, i després des del 16 de desembre de 2016, per Alghabass Ag Intalla., Mentre presidia la CMA, Sidi Brahim Ould Sidatt va ser assassinada a Bamako el 13 d'abril de 2021.
El CMA compta amb els grups següents :
- El Moviment Nacional per l'Alliberament de l'Azawad (MNLA)[3][2]
- L'Alt Consell per la Unitat de l'Azawad (HCUA)[3][2]
- Una ala del Moviment Àrab de l'Azawad (MAA)[3][2]

D'altres grups reclamen formar part del CMA, però sense ser reconeguts pels grups fundadors:
- La Coalició del Poble per l'Azawad (CPA)[3][2]
- Una ala de la Coordinació dels Moviments i Front Patriòtic de Resistència (CM-FPR2)[3][2]
- El Moviment per la Salut de l'Azawad (MSA)[2]

El Front Popular de l'Azawad (FPA) era integrat inicialment en la CMA abans de retirar-se el 29 de novembre de 2014.